# Feldhockey-Europameisterschaft der Damen 2025

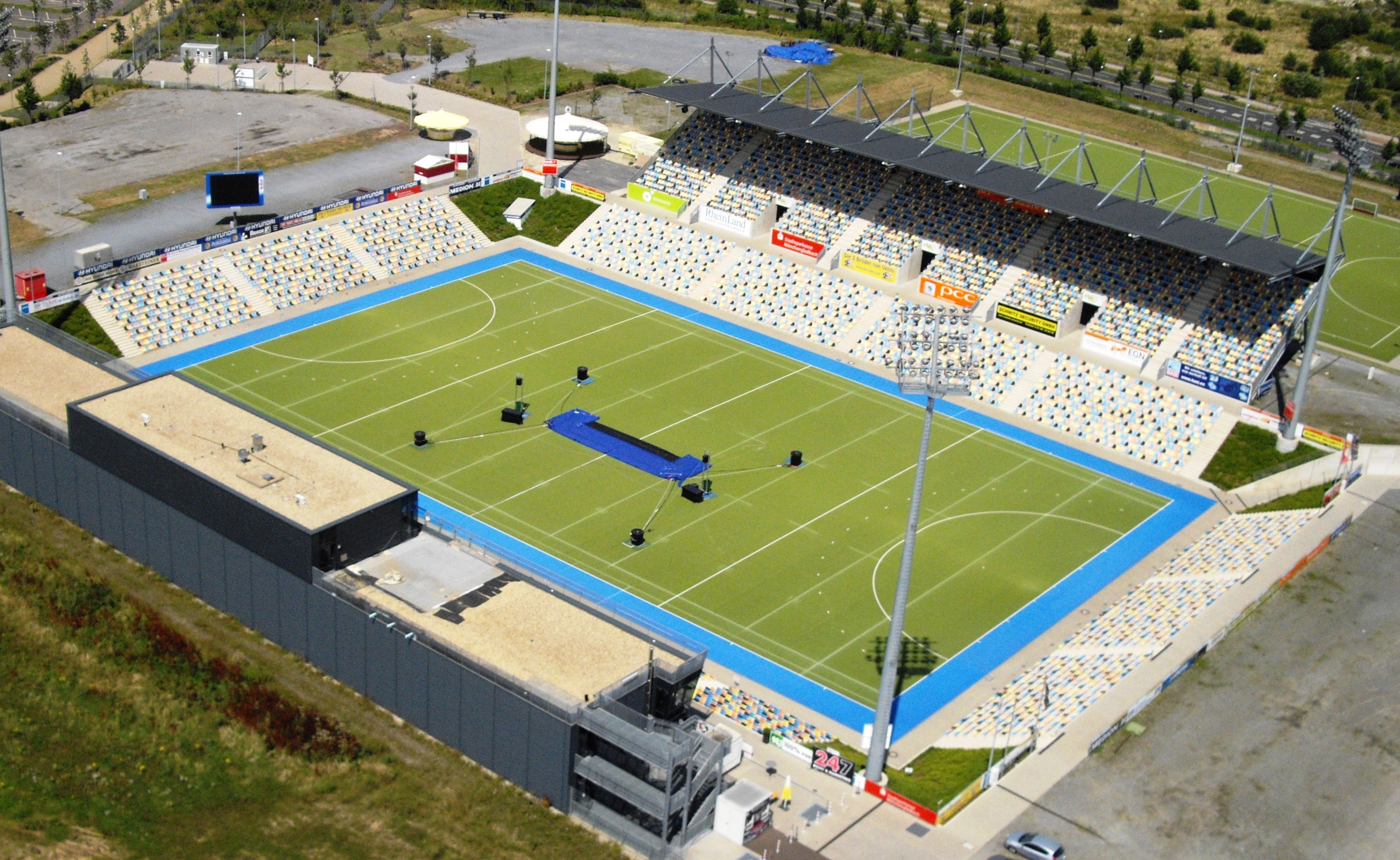
Hockeystadion Mönchengladbach (2009)

Die Feldhockey-Europameisterschaft der Damen 2025 ist die 20. Auflage der Feldhockey-Europameisterschaft. Sie fand vom 8. bis zum 17. August 2025 im Hockeypark Mönchengladbach gemeinsam mit der Europameisterschaft der Herren statt. Titelverteidiger waren die Niederlande; sie gewannen bei der Europameisterschaft 2025 erneut.
Der Europameister 2025 ist für die Feldhockey-Weltmeisterschaft der Damen 2026 in Belgien und den Niederlanden qualifiziert.

## Teilnehmer
- Deutschland (Gastgeber)
- Niederlande (Titelverteidiger)
- Belgien
- England
- Frankreich
- Irland
- Schottland
- Spanien

## Vorrunde

### Gruppe A
| Rang | Land        | Spiele | S | U | N | Tore | Differenz | Punkte |
| ---- | ----------- | ------ | - | - | - | ---- | --------- | ------ |
| 1    | Niederlande | 3      | 3 | 0 | 0 | 13:1 | +12       | 9      |
| 2    | Deutschland | 3      | 1 | 1 | 1 | 5:6  | −1        | 4      |
| 3    | Frankreich  | 3      | 1 | 0 | 2 | 2:10 | −8        | 3      |
| 4    | Irland      | 3      | 0 | 1 | 2 | 0:3  | −3        | 1      |

Legende:  qualifiziert für die Finalspiele, Teilnahme an der Abstiegsrunde

### Gruppe B
| Rang | Land       | Spiele | S | U | N | Tore | Differenz | Punkte |
| ---- | ---------- | ------ | - | - | - | ---- | --------- | ------ |
| 1    | Belgien    | 3      | 2 | 1 | 0 | 9:2  | +7        | 7      |
| 2    | Spanien    | 3      | 1 | 2 | 0 | 5:4  | +1        | 5      |
| 3    | England    | 3      | 1 | 0 | 2 | 4:4  | ±0        | 3      |
| 4    | Schottland | 3      | 0 | 1 | 2 | 1:9  | −8        | 1      |

Legende:  qualifiziert für die Finalspiele, Teilnahme an der Abstiegsrunde

## Abstiegsrunde
| Datum                 | Team 1     | Team 2     | Ergebnis  |
| --------------------- | ---------- | ---------- | --------- |
| 15. August 2025 12:30 | Irland     | Schottland | 2:3 (0:0) |
| 15. August 2025 14:45 | Frankreich | England    | 1:5 (0:3) |
| 17. August 2025 9:30  | England    | Irland     | 2:1 (1:1) |
| 17. August 2025 11:45 | Frankreich | Schottland | 0:2 (0:0) |

In die Wertung der Abstiegsrunde wird das Spiel der Vorrunde zwischen den beiden Mannschaften derselben Gruppe übernommen.
| Rang | Land       | Spiele | S | U | N | Tore | Differenz | Punkte |
| ---- | ---------- | ------ | - | - | - | ---- | --------- | ------ |
| 1    | England    | 3      | 3 | 0 | 0 | 10:2 | +8        | 9      |
| 2    | Schottland | 3      | 2 | 0 | 1 | 5:5  | ±0        | 6      |
| 3    | Frankreich | 3      | 1 | 0 | 2 | 2:7  | −5        | 3      |
| 4    | Irland     | 3      | 0 | 0 | 3 | 3:6  | −3        | 0      |

Legende: Abstieg in die EuroHockey Championship II

## Finalrunde
|  | Halbfinale | Halbfinale  | Halbfinale |    |             | Finale           | Finale           | Finale           |
|  |            |             |            |    |             |                  |                  |                  |
|  | 17:00 Uhr  |             |            |    |             |                  |                  |                  |
|  | A1         | Niederlande | 3          |    |             |                  |                  |                  |
|  | B2         | Spanien     | 2          |    |             | 17:00 Uhr        | 17:00 Uhr        | 17:00 Uhr        |
|  |            |             |            | A1 | Niederlande | 2                |                  |                  |
|  | 20:00 Uhr  | 20:00 Uhr   | 20:00 Uhr  |    | A2          | Deutschland      | 1                |                  |
|  | B1         | Belgien     | 1 (2)      |    |             |                  |                  |                  |
|  | A2         | Deutschland | 1 (3)      |    |             | Spiel um Platz 3 | Spiel um Platz 3 | Spiel um Platz 3 |
|  |            |             |            |    |             | B2               | Spanien          | 0 (2)            |
|  | B1         | Belgien     | 0 (1)      |    |             |                  |                  |                  |
|  |            |             |            |    |             | 14:30 Uhr        |                  |                  |

### Halbfinale
| Datum                 | Team 1      | Team 2      | Ergebnis               |
| --------------------- | ----------- | ----------- | ---------------------- |
| 15. August 2025 17:00 | Niederlande | Spanien     | 3:1 (2:1)              |
| 15. August 2023 20:00 | Belgien     | Deutschland | 1:1 (0:1) (p.s.o. 2:3) |

### Spiel um Platz 3
| Datum                 | Team 1  | Team 2  | Ergebnis               |
| --------------------- | ------- | ------- | ---------------------- |
| 17. August 2025 14:30 | Spanien | Belgien | 0:0 (0:0) (p.s.o. 2:1) |

### Finale
| Datum                 | Team 1      | Team 2      | Ergebnis  |
| --------------------- | ----------- | ----------- | --------- |
| 17. August 2025 17:00 | Niederlande | Deutschland | 2:1 (2:0) |

## Medaillengewinnerinnen
| Platz | Land        | Sportlerinnen |
| ----- | ----------- | --- |
| 1     | Niederlande | Anne Veenendaal, Josine Koning, Luna Fokke, Lisa Post, Xan de Waard, Yibbi Jansen, Renée van Laarhoven, Pien Sanders, Sanne Koolen, Frédérique Matla, Joosje Burg, Marleen Jochems, Freeke Moes, Marijn Veen, Pien Dicke, Fay van der Elst, Pam van der Laan, Danique van der Veerdonk                |
| 2     | Deutschland | Nathalie Kubalski, Julia Sonntag, Amelie Wortmann, Selin Oruz, Linnea Weidemann, Sophia Schwabe, Lisa Nolte, Lena Micheel, Ines Wanner, Sonja Zimmermann, Lilly Stoffelsma, Sara Strauss, Emma Davidsmeyer, Johanna Hachenberg, Felicia Wiedermann, Jette Fleschütz, Hanna Granitzki, Emilia Landshut |
| 3     | Spanien     | Clara Pérez, Jana Martínez (ohne Einsatz), Sara Barrios, Berta Serrahima, Clara Badia, Florencia Amundson, Lucía Jiménez, Teresa Lima, Patricia Alvarez, Marta Segú, Constanza Amundson, Candela Mejias, Luciana Molina, Berta Agulló, Xantal Giné, Laia Vidosa, Estel Petchame, Paula Jiménez        |

## Abschlusstabelle
| Pl. | Mannschaft  |
| --- | ----------- |
|     | Niederlande |
|     | Deutschland |
|     | Spanien     |
| 4   | Belgien     |
| 5   | England     |
| 6   | Schottland  |
| 7   | Frankreich  |
| 8   | Irland      |

Legende: Abstieg in die EuroHockey Championship II